# Nastro spinato

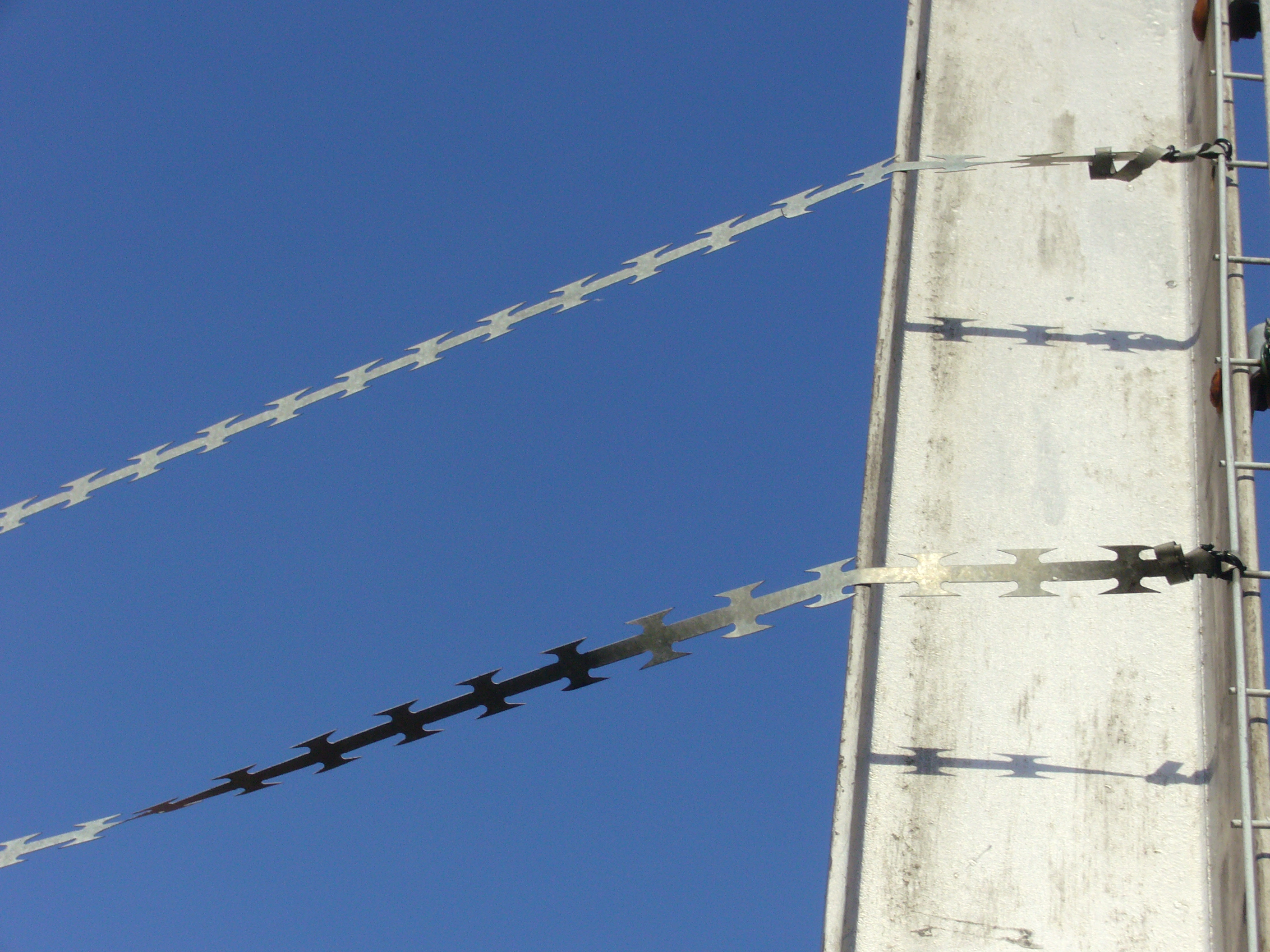
Un esempio di nastro spinato

Il nastro spinato è un nastro metallico, molto simile al filo spinato, con lo scopo di impedire il passaggio agli esseri umani.

## Descrizione
Questo tipo particolare di nastro è in grado di infliggere seri tagli a chi si appresta ad oltrepassarli. È anche usato come deterrente psicologico visuale.